# Dicrotendipes frontalis
Dicrotendipes frontalis är en tvåvingeart som beskrevs av Jean-Jacques Kieffer 1916. Dicrotendipes frontalis ingår i släktet Dicrotendipes och familjen fjädermyggor.
Artens utbredningsområde är Taiwan. Inga underarter finns listade i Catalogue of Life.